# Zughar
Zughar (arab. زوغر) – wieś w Syrii, w muhafazie Aleppo, w dystrykcie Ajn al-Arab. W 2004 roku liczyła 76 mieszkańców.